# اینجونگ چوسان
پادشاه اینجونگ (کره‌ای: 인종) (زاده ۱۰ مارس ۱۵۱۵ - درگذشته ۸ اوت ۱۵۴۵) دوازدهمین پادشاه پادشاهی چوسان بوده‌است.
وی از سال ۱۵۴۴ تا ۱۵۴۵ حکومت کرده‌است، جانشین پدرش چونگجونگ شده بوده و به نقل از مورخان پس از مسمومیت و مرگ او برادرش میونگ‌جونگ جانشین وی شده‌است.

## خانواده
- پدر: چونگ‌جونگ چوسان (중종)
- مادر: ملکه جانگ‌گیونگ of the Papyeong Yun clan (장경왕후 윤씨)
- همسر: ملکه این‌سونگ of the Naju Bak clan (인성왕후 박씨)
- بدون فرزند